# Tirtosuworo
Tirtosuworo is een bestuurslaag in het regentschap Wonogiri van de provincie Midden-Java, Indonesië. Tirtosuworo telt 2257 inwoners (volkstelling 2010).